# 고하목
고하목(古蝦目, Bathynellacea)은 연갑강에 속하는 갑각류 목의 하나로 지하수의 갈라진 틈 사이에 산다. 일부 종은 염도가 낮은 곳에서 견딜 수 있으며, 적어도 아프리카 종 하나는 온천과 55도 이상의 온도에서 견디는 일종의 호열성 생물이다. 고하목 종들은 작고 앞을 볼 수 없으며 벌레처럼 생긴 동물이며, 최대 3.4 mm에 달하는 작고 약한 발을 갖고 있다.
남극 대륙을 제외한 모든 대륙에서 발견되지만, 피지와 누벨칼레도니 그리고 카리브 제도 등의 일부 섬에서는 사라지고 있다. 고하과와 고하사촌과의 2개 과로 이루어져 있으며, 3번째 과 "Leptobathynellidae"는 고하사촌과의 이명의 하나로 간주하고 있다.

## 하위 과
- 고하과 (Bathynellidae) Grobben, 1905
- 고하사촌과 (Parabathynellidae) Noodt, 1965